# Laurel Clark
Laurel Blair Salton Clark (Ames, 10 de março de 1961 — Texas, 1 de fevereiro de 2003) foi uma astronauta e médica norte-americana, tripulante do ônibus espacial Columbia que se desintegrou na reentrada da atmosfera ao final da missão STS-107 da NASA, em 1 de fevereiro de 2003.
Laurel Clark nasceu no estado de Iowa e desde a juventude sempre foi praticante de esportes de risco como mergulho, pára-quedismo, alpinismo e voo, além do gosto natural por aventuras, que a fazia sempre participar de acampamentos em regiões inóspitas e de viagens pelo país.
Laurel Clark frequentou o curso de medicina e formou-se em pediatria no Centro de Medicina Naval de Maryland, além de realizar treinamento de medicina em mergulho, tornando-se oficial médica de mergulho da Marinha e passando a integrar o esquadrão médico de submarinos, baseado na Escócia. Nesta posição, ela treinou com escafandristas e mergulhadores da Marinha e realizou várias evacuações médicas de submarinos dos Estados Unidos.
Com suas experiências e cursos subsequentes na marinha e na aviação naval, tornou-se oficial médica de submarinos e cirurgiã naval de voo, passando a integrar o esquadrão de ataque noturno do Corpo de Fuzileiros Navais dos Estados Unidos como cirurgiã, praticando a medicina em condições extremas de meio ambiente, atendimento médico através de paraquedismo, e graduou-se como piloto em diversos tipos de aeronaves.
Selecionada para o grupo de astronautas da NASA em 1996, Clark passou os dois anos seguintes em treinamento no Centro Espacial Lyndon B. Johnson, em Houston, Texas, até ser qualificada como astronauta especialista de missão em 1998, trabalhando em terra no escritório de cargas da NASA, avaliando, treinando sua manipulação e estudando as cargas tecnológicas levadas ao espaço pelos ônibus espaciais.
Em 16 de janeiro de 2003 foi ao espaço pela primeira e única vez, como tripulante da nave Columbia, numa viagem de 16 dias, para uma missão científica de pesquisa que realizou mais de oitenta experiências em órbita terrestre. Ao fim da missão, em 1 de fevereiro, a nave se desintegrou na reentrada da atmosfera, matando todos os tripulantes.
Uma fita de vídeo registrada a bordo da Columbia, gravada poucos minutos antes da reentrada e recuperada nos destroços da nave após a tragédia, mostra aquela que talvez seja a mais comovente conversação da história dos voos espaciais. Minutos antes de sua morte, o Centro Espacial Johnson em Houston pede a Clark que faça alguma pequena tarefa final, enquanto a nave reentrava na alta atmosfera terrestre. Ela responde que estava ocupada naquele exato instante, mas que faria o que foi pedido em um minuto, ao que o controlador em terra respondeu: "Não se preocupe, você tem todo o tempo do mundo". É a última gravação do Columbia.